# Lemminkäinen

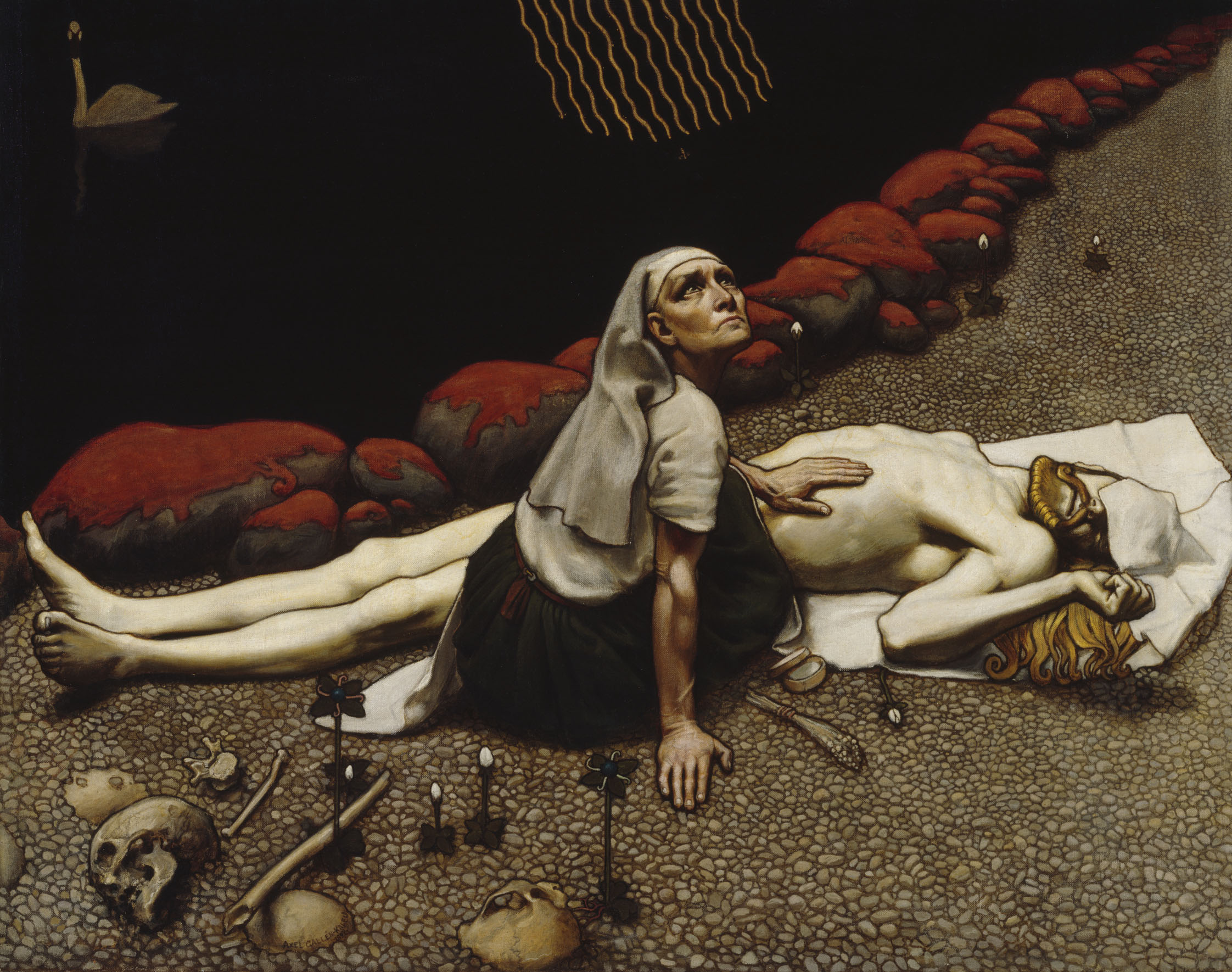
Akseli Gallen-Kallela: Lemminkäinen risorge per opera della madre.

Lemminkäinen è il dio della magia nella mitologia finlandese, fratello di Ainikki ed uno dei protagonisti dei Kalevala. Tra i suoi appellativi vi sono:
- Ahti ((oppure Ahto), dio delle profondità e fornitore del pesce.)
- Saarelainen ("Isolano")
- Kaukomieli o Kauko ("Colui che guarda lontano")
- Lemminpoika ("Figlio di Lempi")

Lemminkäinen chiese a Louhi, signora delle terre del nord, la mano della figlia. Per dimostrare di esserne degno doveva superare tre prove: catturare l'alce di Hiisi, domarne lo stallone infuocato e uccidere il cigno a guardia del fiume dell'oltretomba Tuonela. Lemminkäinen superò le prime due prove ma fallì nell'ultima impresa poiché un pastore era di guardia sul fiume. Quest'ultimo, infatti, riuscì ad uccidere Lemminkäinen, lo fece a pezzi e lo gettò nel fiume. La madre di Lemminkäinen lo riesumò tuttavia dal fiume, ne ricompose il cadavere e lo riportò in vita.
Insieme a Väinämöinen e ad Ilmarinen cercò di rubare il Sampo a Louhi ma fu distrutto durante il tentativo.